# Xanthopimpla striata
Xanthopimpla striata là một loài tò vò trong họ Ichneumonidae.